# Joanne Courtney
Joanne Courtney (* 7. März 1989 in Edmonton als Joanne Taylor) ist eine kanadische Curlerin. Sie spielt derzeit als Second im Team von Rachel Homan.
Courtney spielte von 2011 bis 2014 im Team von Val Sweeting. 2014 nahm sie mit diesem Team für die Provinz Alberta an der kanadischen Damenmeisterschaft Tournament of Hearts teil und gewann die Silbermedaille, nachdem sie im Finale gegen Rachel Homan verloren hatte.
Nach dem Ende der Saison 2013/2014 wechselte sie in das Team von Rachel Homan, um dort Alison Kreviazuk zu ersetzen. 2017 gewann sie mit dem für die Provinz Ontario antretenden Team das Tournament of Hearts und trat deshalb für Kanada bei der Weltmeisterschaft 2017 zusammen mit Rachel Homan, Emma Miskew (Third) und Lisa Weagle (Lead) an. Nach einem Finalsieg über die russische Mannschaft um Anna Sidorowa wurde sie Weltmeister. Als erstes Team in der Geschichte der Damenweltmeisterschaft gewannen sie alle 13 Spiele.
Nach einem Sieg bei der kanadischen Mixed-Doubles-Meisterschaft trat Courtney zusammen mit Reid Carruthers bei der Curling-Mixed-Doubles-Weltmeisterschaft an. Sie erreichte das Finale, unterlag dort aber dem Team aus der Schweiz (Martin Rios, Jenny Perret).
Im November 2017 gewann sie mit dem Team Homan den kanadischen Ausscheidungswettbewerb (Roar of the Rings) durch einen Finalsieg gegen das Team von Jennifer Jones und vertrat Kanada bei den Olympischen Winterspielen 2018 in Pyeongchang. Nach vier Siegen und fünf Niederlagen belegte das kanadische Team den sechsten Rang und verpasste damit den Einzug in die Finalrunde.

## Privatleben

Joanne Courtney (2018)

Courtney hat einen Bachelorabschluss der University of Alberta und arbeitet als Krankenschwester. Sie ist mit dem Arzt Mark Courtney verheiratet.